# Oreopanax eriocephalus
Oreopanax eriocephalus är en araliaväxtart som beskrevs av Hermann Harms. Oreopanax eriocephalus ingår i släktet Oreopanax och familjen Araliaceae. Inga underarter finns listade.